# Bobby Brown (cestista)
Robert Douglas Brown III, detto Bobby (Los Angeles, 24 settembre 1984), è un ex cestista e dirigente sportivo statunitense.

## Carriera
Nel 2007 ha lasciato l'università statale della California, Fullerton per candidarsi al Draft NBA dello stesso anno. Tuttavia non verrà scelto da nessuna delle franchigie NBA.

### Alba Berlino (2007-2008)
Nell'agosto 2007 ha firmato con l'ALBA Berlino, con cui ha vinto la Bundesliga. Ha inoltre disputato l'Eurocup, segnando in una partita 44 punti, seconda migliore prestazione di sempre.

### L'approdo in NBA: Sacramento, Minnesota, New Orleans e Clippers (2008-2010)
Nel 2008 ha disputato la Summer League con i New Orleans Hornets. Successivamente firmò un contratto biennale con i Sacramento Kings, approdando così in NBA, nonostante potesse vantare offerte molto più ricche da squadre europee, come Barcellona e Maccabi Tel Aviv.
Il 19 febbraio 2009 viene ceduto insieme a Shelden Williams ai Minnesota Timberwolves in cambio di Calvin Booth e Rashad McCants.
Il 9 settembre 2009 viene ceduto insieme a Darius Songaila ai New Orleans Hornets in cambio di Antonio Daniels e una seconda scelta al Draft 2014.
Il 26 gennaio 2010 viene ceduto ai Los Angeles Clippers in cambio di una seconda scelta protetta al draft 2014 e di una cifra in denaro. Va così a giocare nella squadra della sua città.
A fine anno rimase free agent e andò a giocare la Summer League con i Toronto Raptors, ma senza impressionare la dirigenza della franchigia canadese che non lo confermerà nel roster alla fine della manifestazione.

### Il ritorno in Europa: Polonia, Grecia, Germania e Italia (2010-2013)
Il 22 settembre 2010 firma con il Prokom Gdynia, squadra militante in Polska Liga, ma rescinde il suo contratto nel successivo dicembre. Disputa comunque l'Eurolega, con una media di 10,3 punti in 26 minuti a partita, tirando però solo con lo 0,333.
Il 3 dicembre 2010 firma un contratto di 2 mesi con l'Aris Salonicco.
Il 5 agosto 2011 firma con l'EWE Oldenburg, facendo così ritorno in Bundesliga.
L'8 agosto 2012 firma un contratto annuale con la Montepaschi Siena, in Serie A. Il 4 gennaio 2013, nella vittoria per 98-92 contro il Fenerbahçe Ülker, segna 41 punti, record del decennio. Grazie a questa prestazione viene inoltre nominato MVP del mese di gennaio di Eurolega. Con una media di 18,8 punti a partita in 24 partite di Eurolega vince l'Alphonso Ford Trophy. Ha inoltre avuto una media di 5,3 assist e 1,7 rimbalzi a partita, tirando dal campo con lo 0,411. È andato in doppia cifra in 22 partite, superando i 20 punti in 10 occasioni e i 30 punti 2 volte.

### I due anni e mezzo in Cina (2013-2016)
Nell'estate 2013 firma con i Dongguan Leopards, squadra militante in CBA. Il 27 dicembre 2013, nella vittoria per 137-135 al tempo supplementare con i Sichuan Blue Whales, ha realizzato 74 punti, seconda migliore prestazione di sempre in CBA dopo i 75 punti segnati da Quincy Douby.

### La parentesi al Beşiktas (2016)
Il 28 marzo 2016 firma fino al termine della stagione in Turchia con il Beşiktaş.

### Il ritorno in NBA: Houston Rockets (2016-2018)
Il 23 settembre 2016 firma un contratto con gli Houston Rockets,tornando così in NBA dopo 6 anni dall'ultima volta (dove lui vestì la maglia dei Los Angeles Clippers).
Durante la pre-season i Rockets adaronno a giocare in Cina una partita contro i New Orleans Pelicans. Tuttavia Brown (che giocò per due anni e mezzo nel Campionato Cinese) si rese protagonista di un episodio negativo: Brown scrisse le proprie iniziali sulla Grande Muraglia Cinese e immortalò il proprio gesto su Weibo (social network cinese famosissimo), facendo infuriare tutta la Cina.
Alla fine della pre-season figurerà nel roster definitivo degli Houston Rockets. Viene tagliato dai razzi il 6 dicembre 2016 per fare spazio a Donatas Motiejūnas, salvo poi essere ripreso dalla franchigia texana 11 giorni dopo in quanto Motiejūnas non tornò a fare parte del roster.
Disputò anche 5 gare durante i playoffs con i Rockets.
Il 5 gennaio 2018 venne tagliato dalla franchigia texana per fare spazio a Gerald Green. Il 10 febbraio, Brown viene rifirmato dai Rockets con cui rimane legato solo alcune ore, viene infatti tagliato poco dopo per far spazio a Joe Johnson.

### Ritorno in Europa (2018)
Il 22 febbraio 2018, Brown ritorna in Europa firmando fino a fine stagione con l'Olympiakos.

## Statistiche

### NBA

#### Regular Season
| Anno      | Squadra            | PG  | PT | MP   | TC%  | 3P%  | TL%  | RP  | AP  | PRP | SP  | PP  |
| --------- | ------------------ | --- | -- | ---- | ---- | ---- | ---- | --- | --- | --- | --- | --- |
| 2008-2009 | Sacramento Kings   | 47  | 1  | 14,4 | 38,1 | 33,0 | 76,5 | 0,8 | 1,9 | 0,3 | 0,0 | 5,2 |
| 2008-2009 | Minnesota T'wolves | 21  | 1  | 12,2 | 41,6 | 38,9 | 88,9 | 0,8 | 1,4 | 0,3 | 0,1 | 5,5 |
| 2009-2010 | N.O. Hornets       | 22  | 0  | 14,9 | 39,5 | 25,8 | 100  | 0,8 | 2,1 | 0,4 | 0,0 | 6,6 |
| 2009-2010 | L.A. Clippers      | 23  | 0  | 8,3  | 32,9 | 28,1 | 71,4 | 0,9 | 1,8 | 0,3 | 0,0 | 3,0 |
| 2016-2017 | Houston Rockets    | 25  | 0  | 4,9  | 38,3 | 40,0 | 100  | 0,2 | 0,6 | 0,0 | 0,0 | 2,5 |
| 2017-2018 | Houston Rockets    | 20  | 0  | 5.8  | 32,8 | 27,5 | 50,0 | 0,4 | 0,6 | 0,2 | 0,0 | 2,5 |
| Carriera  | Carriera           | 158 | 2  | 10,7 | 37,9 | 31,7 | 80,6 | 0,7 | 1,5 | 0,3 | 0,0 | 4,4 |

#### Play-off
| Anno     | Squadra         | PG | PT | MP  | TC%  | 3P%  | TL% | RP  | AP  | PRP | SP  | PP  |
| -------- | --------------- | -- | -- | --- | ---- | ---- | --- | --- | --- | --- | --- | --- |
| 2017     | Houston Rockets | 5  | 0  | 4,4 | 50,0 | 45,5 | 0,0 | 0,4 | 0,2 | 0,0 | 0,0 | 5,0 |
| Carriera | Carriera        | 5  | 0  | 4,4 | 50,0 | 45,5 | 0,0 | 0,4 | 0,2 | 0,0 | 0,0 | 5,0 |

### Eurolega
| Anno      | Squadra         | PG | PT | MP    | TC%  | 3P%  | TL%  | RP  | AP  | PRP | SP  | PP    |
| --------- | --------------- | -- | -- | ----- | ---- | ---- | ---- | --- | --- | --- | --- | ----- |
| 2009-2010 | Arka Gdynia     | 6  | 5  | 26,1  | 33,3 | 25,0 | 87,5 | 1,0 | 1,8 | 0,8 | 0,2 | 10,7  |
| 2012-2013 | Mens Sana Siena | 24 | 24 | 32,6* | 41,1 | 34,4 | 89,0 | 1,7 | 5,3 | 0,5 | 0,1 | 18,8* |
| Carriera  | Carriera        | 30 | 29 | 31,3  | 39,8 | 33,2 | 88,8 | 1,6 | 4,6 | 0,5 | 0,1 | 17,2  |

## Palmarès

### Club
- Campionato tedesco: 1

Alba Berlino: 2007-08
- Supercoppa polacca: 1

Prokom Gdynia: 2010
- Campionato italiano: 1

Mens Sana Siena: 2012-13
- Coppa Italia: 1

Mens Sana Siena: 2013

### Individuale
- Alphonso Ford Trophy: 1

Mens Sana Siena: 2012-13